# Lothar Buttkus
Lothar Buttkus (* 28. März 1947 in Neustadt in Holstein; † 9. August 2018 in Bielefeld) war ein deutscher Stadionsprecher und DJ.
Buttkus arbeitete nach einem abgebrochenen Designstudium und einer ersten Tätigkeit als Diskjockey in Köln ab 1971 als erster Diskjockey Bielefelds in der Discothek Dixi in der Obernstraße. Bereits zu jener Zeit war er als Fan mit Arminia Bielefeld verbunden. 1983 übernahm er von Albrecht Lämmchen die Funktion des Stadionsprechers auf der Bielefelder Alm und übte diese über 35 Jahre bis zu seinem Tod im August 2018 aus. Buttkus fungierte zudem seit 2004 als Sprecher von Arminias U23-Mannschaft im Stadion Rußheide bis zu deren Auflösung am Ende der Spielzeit 2017/18.